# 1529 en arts plastiques
| Années des arts plastiques : 1526 - 1527 - 1528 - 1529 - 1530 - 1531 - 1532    |
| Décennies des arts plastiques : 1490 - 1500 - 1510 - 1520 - 1530 - 1540 - 1550 |

Cette page concerne l'année 1529 en arts plastiques.

## Œuvres
- La Bataille d'Alexandre : tableau d'Albrecht Altdorfer.
- Loi et Évangile (Gotha) et Loi et Évangile (Prague) : tableaux de 1529 de Lucas Cranach l'Ancien faisant partie d'une série de plusieurs œuvres sur la même thématique.
- 1525-1530 : Tête du Christ, huile sur panneau du Corrège.

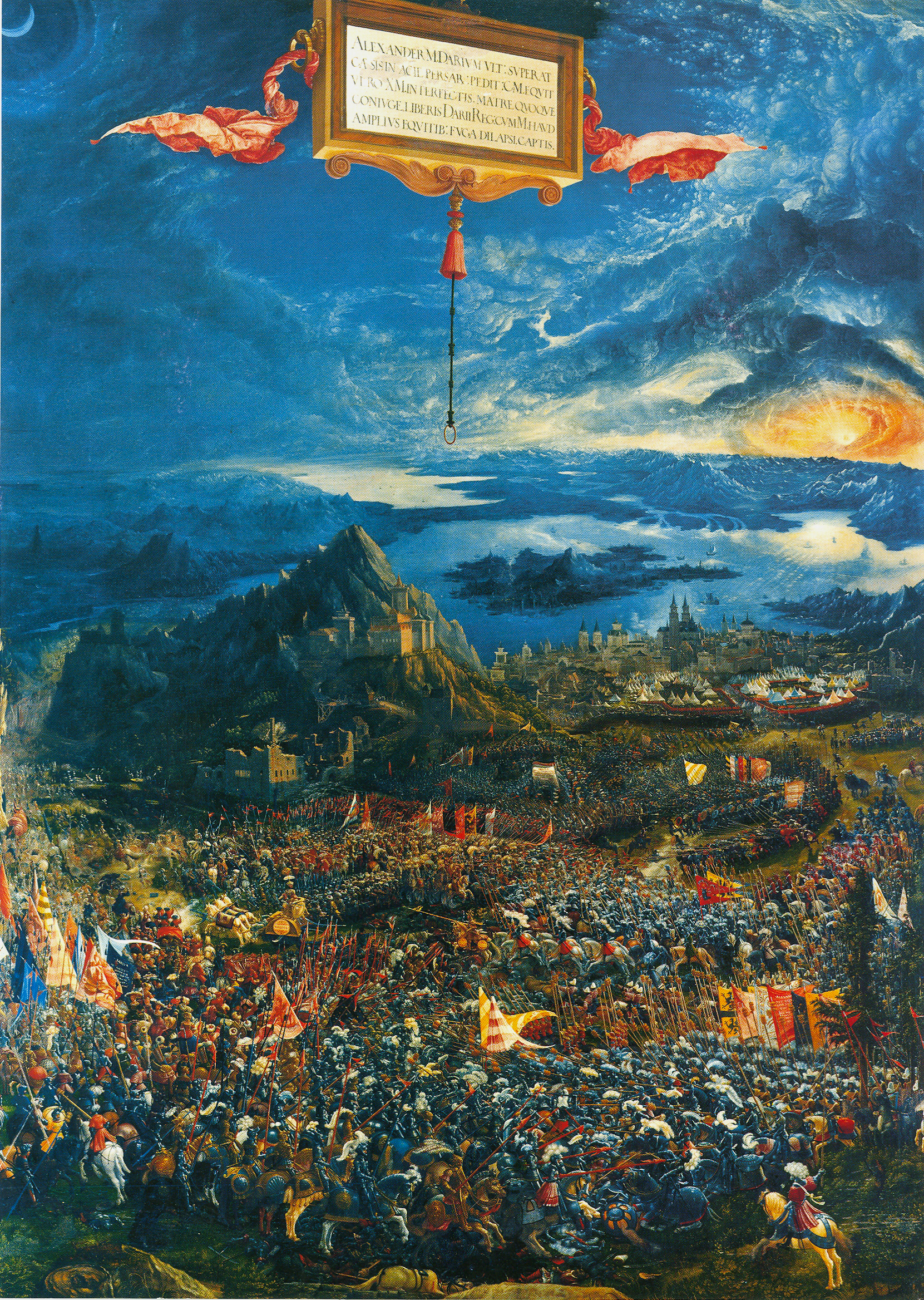
La Bataille d'Alexandre d'Altdorfer.
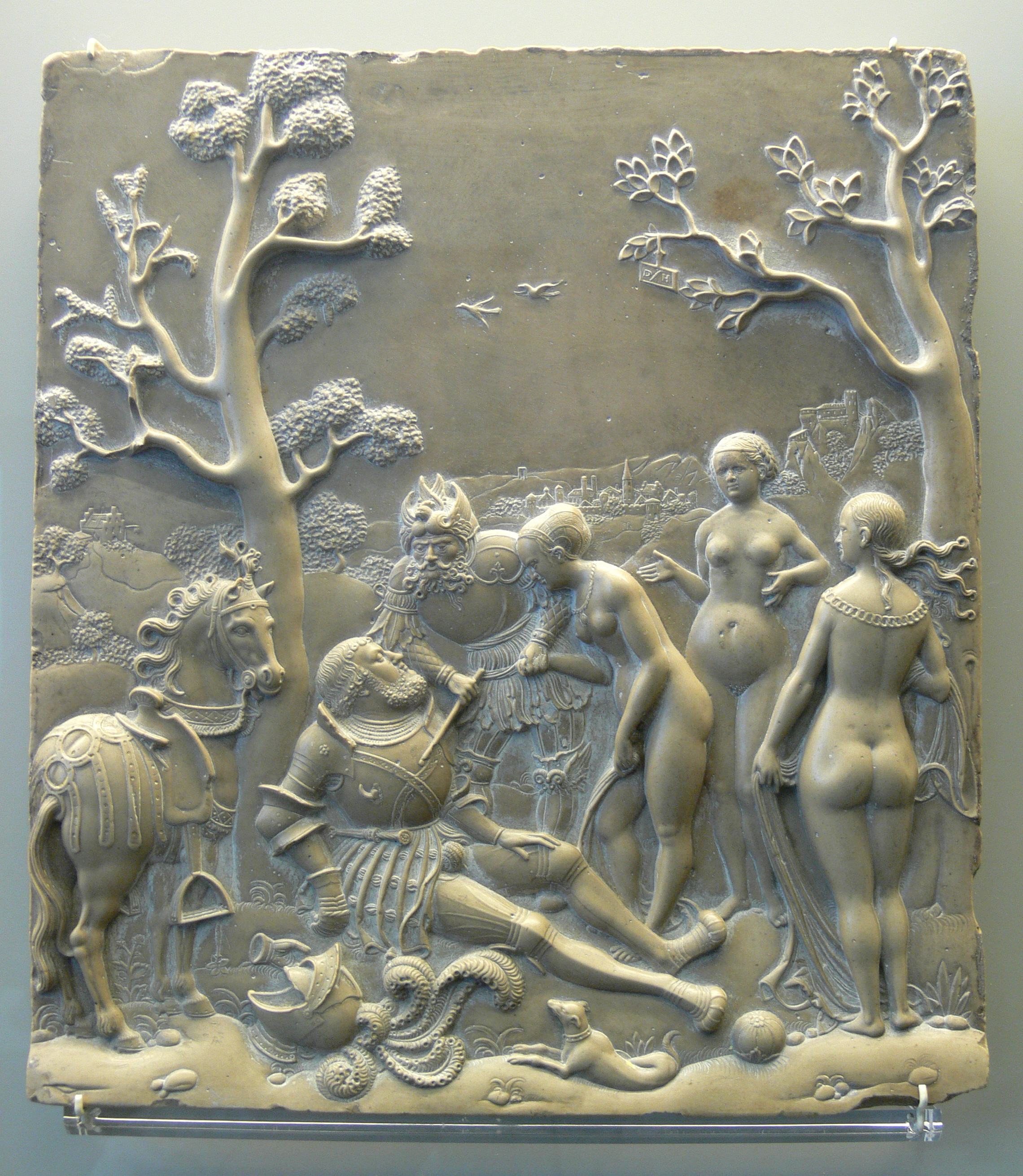
Le Jugement de Pâris, relief de Doman Hering.

## Naissances
- ? :
  -  : Sebald Buheler, peintre enlumineur et chroniqueur strasbourgeois († 1594),
  -  : Valerio Cigoli, sculpteur italien († 29 décembre 1599),
  -  : Giambologna (de son vrai nom Jean de Boulogne), sculpteur maniériste flamand († 14 août 1608),
  -  : Taddeo Zuccaro, peintre maniériste italien († 2 septembre 1566),
- Vers 1529 :
- : François Dubois, peintre français († 24 août 1584).

## Décès
- 30 juillet : Guillaume de Marcillat, peintre vitrailliste français (° vers 1470),
- ? :
  - Girolamo Bonsignori, peintre italien (° 1472),
  - Gerino da Pistoia, peintre et dessinateur italien (° 1480),
  - Jan Provost, peintre hainuyer, actif à Bruges et Anvers (° vers 1465),
- Vers 1529 :
- Alessandro Araldi, peintre italien (° vers 1460).